# Мастерсон, Аланна
Аланна Мастерсон (англ. Alanna Masterson; 27 июня 1988, Лонг-Айленд, Нью-Йорк, США) — американская актриса кино и телевидения.

## Биография
Родилась в 1988 году на Лонг-Айленде. Младшая сестра актёров Дэнни Мастерсона, Кристофера Мастерсона и Джордана Мастерсона. С 2013 года исполняет роль Тары Чамблер в телесериале «Ходячие мертвецы».
Аланна состоит в фактическом браке с фотографом Бриком Стауэллом. У пары есть дочь — Марлоу Стауэлл (род.05.11.2015).

## Фильмография
| Год       |   | Русское название             | Оригинальное название                   | Роль                  |
| --------- | - | ---------------------------- | --------------------------------------- | --------------------- |
| 2001      | с |                              | Definitely Maybe                        | —                     |
| 2006      | с | Малкольм в центре внимания   | Malcolm in the Middle                   | Хейди                 |
| 2008      | с | Университет                  | Greek                                   | Аланна                |
| 2009      | с | Терминатор: Битва за будущее | Terminator: The Sarah Connor Chronicles | Зои Маккарти          |
| 2009      | с | Анатомия страсти             | Grey's Anatomy                          | Хиллари Бойд          |
| 2010      | с | Первый день                  | First Day                               | Эбби                  |
| 2011      | ф |                              | Peach Plum Pear                         | Дора Белл Хатчинсон   |
| 2012      | с |                              | Park It Up                              | Бренда                |
| 2013—2019 | с | Ходячие мертвецы             | The Walking Dead                        | Тара Чамблер          |
| 2014      | с | Мужчины в деле               | Men at Work                             | девушка Мопи Хипстера |